# Rosa pinnatisepala
Rosa pinnatisepala — вид рослин з родини трояндових (Rosaceae); ендемік Китаю.

## Опис
Кущ ≈ 2 метри заввишки. Гілочки червоно-коричневі, циліндричні, стрункі, голі, колючі; колючки нечисленні, розсіяні або попарно нижче листя, прямі, циліндричні. Листки включно з ніжками 2.5–4 см; прилистки в основному прилягають до ніжки, вільні частини яйцюваті або ланцетні, зверху іноді залозисті, край залозистий, верхівка коротко загострена; остови й ніжки залозисто-запушені; листочків зазвичай 5, рідше 7, зворотно-яйцюваті або довгасті, 5–11 × 3–6 мм, знизу залозисто-запушені, зверху голі, основа майже округла або клиноподібна, край подвійно пилчастий і зуби залозисті верхівково, верхівка усічена, рідко округла. Квітка 2 або 3, рідко поодинокі, приблизно 2.5 см у діаметрі. Чашолистків 5, трикутно-ланцетні, 6–8 мм. Пелюсток 5, рожеві, широко зворотно-яйцюваті, основа широко клиноподібна, верхівка округло-тупа. Цинародії пурпурно-коричневі, 1–2 см у діаметрі, голі.

## Поширення
Ендемік Китаю: Сичуань, Людінг Сянь, Мулі Зангзу Цзичжисянь. Зростає на висотах 1400–2300 метрів.